# Bambusiphila distincta
Bambusiphila distincta là một loài bướm đêm trong họ Noctuidae.